# Sam Sparro
Sam Sparro, pseudonimo di Samuel Falson (Sydney, 8 novembre 1982), è un cantante, compositore e produttore discografico australiano.
Il nome d'arte deriva da un soprannome di famiglia, che a sua volta è stato ispirato a Sammy Sparrow (mascotte radiofonica australiana).

## Biografia
Sam Sparro è il figlio di Karyn Frankland e di Chris Falson, cantante gospel e compositore di alcune musiche per Star Trek e I fantastici cinque. Da piccolo, Sam partecipa regolarmente nei cori e nelle incisioni del padre. Ha un fratello più piccolo, James Bowen Falson, anche lui musicista.
Dopo averlo sentito cantare, Chaka Khan si dichiarò una delle sue prime ammiratrici.
Dopo aver lavorato come attore in piccoli ruoli da molto giovane (fra i quali anche gli spot televisivi del McDonald's), Sam Sparro firma un contratto con la casa discografica inglese Island Records, che produce il suo primo album Sam Sparro nel 2008 ed il suo secondo album Return to Paradise nel 2012.
Dichiaratamente gay, il 21 settembre 2018 sposa il compagno Zion Lennox, conosciuto nel 2015.

## Carriera
Il primo singolo dell'album, Cottonmouth, fu realizzato nel 2007. Il secondo singolo, Black and Gold debutta nella classifica dei singoli inglesi al numero 23 il 24 marzo, per risalire di ben 19 posizioni in una sola settimana, grazie all'enorme quantità di download venduti tramite iTunes. Il 13 aprile il singolo arriva fino alla seconda posizione, e comincia ad essere trasmesso nelle radio di tutta Europa. Black and Gold è stato usato anche come jingle per la pubblicità del telefilm Skins in una TV inglese.
Nell'Aprile 2008 arriva a cantare Black and Gold nei programmi inglesi Hit40UK e Jo Whiley's Live Lounge on BBC Radio 1 nella quale esegue anche la cover di Estelle American Boy.
Il 18 aprile 2008, appare come ospite musicale in The Friday Night Project, dove canta Black and Gold.
Il 21 febbraio 2020 ha pubblicato e autoprodotto il suo terzo album in studio dal titolo Bombox Eternal.

## Discografia

### Album in studio
| 2008 | Sam Sparro         | 4 | 27 | 28 | 94 |
| 2012 | Return to Paradise | - | -  | 41 | -  |
| 2020 | Bombox Eternal     | - | -  | -  | -  |

### Singoli
| Anno | Titolo                   | Posizione nella Chart | Posizione nella Chart | Posizione nella Chart | Posizione nella Chart | Posizione nella Chart | Posizione nella Chart | Posizione nella Chart | Posizione nella Chart | Album              |
| Anno | Titolo                   | UK                    | IRE                   | ITA                   | NZ                    | AU                    | TUR                   | EUR                   | WW                    | Album              |
| ---- | ------------------------ | --------------------- | --------------------- | --------------------- | --------------------- | --------------------- | --------------------- | --------------------- | --------------------- | ------------------ |
| 2008 | "Black and Gold"         | 2                     | 5                     | 13                    | 12                    | 4                     | 5                     | 5                     | 36                    | Sam Sparro         |
| 2008 | "21st Century Life"      | 44                    | -                     | -                     | -                     | 42                    | -                     | -                     | -                     | Sam Sparro         |
| 2008 | "Pocket"                 | -                     | -                     | -                     | -                     | 33                    | -                     | -                     | -                     | Sam Sparro         |
| 2012 | "The Shallow End"        | -                     | -                     | -                     | -                     | -                     | -                     | -                     | -                     | Return to Paradise |
| 2012 | "I Wish I Never Met You" | -                     | -                     | -                     | -                     | -                     | -                     | -                     | -                     | Return to Paradise |

### Film
- 2009: Fame - Saranno famosi